# Vlažnice
Vlažnice (znanstveno ime Hygrocybe) so rod gliv iz družine polžark (Hygrophoraceae).

## Seznam vlažnic Slovenije[3]
- zašiljenogrba vlažnica (Hygrocybe acutoconica)
- oranžnordeča vlažnica (Hygrocybe aurantiosplendens)
- lijakasta vlažnica (Hygrocybe cantharellus)
- voskasta vlažnica (Hygrocybe ceracea)
- uleknjena vlažnica (Hygrocybe cereopallida)
- obledela vlažnica (Hygrocybe chlorophana)
- pepelnosiva vlažnica (Hygrocybe cinerea)
- citronasta vlažnica (Hygrocybe citrina)
- zelenkasta vlažnica (Hygrocybe citrinovirens)
- škrlatna vlažnica (Hygrocybe coccinea)
- koničasta vlažnica (Hygrocybe conica)
- sipinska vlažnica (Hygrocybe conicoides)
- sluzobetna vlažnica (Hygrocybe glutinipes)
- močvirska vlažnica (Hygrocybe helobia)
- zavržena vlažnica (Hygrocybe ingrata)
- ognjebetna vlažnica (Hygrocybe insipida)
- varljiva vlažnica (Hygrocybe intermedia)
- lijasta vlažnica (Hygrocybe lepida)
- zajčja vlažnica (Hygrocybe leporina)
- minijasta vlažnica (Hygrocybe miniata)
- greneča vlažnica (Hygrocybe mucronella)
- črneča vlažnica (Hygrocybe nigrescens)
- klorova vlažnica (Hygrocybe nitrata)
- vlaknasta vlažnica (Hygrocybe obrussea)
- ovčja vlažnica (Hygrocybe ovina)
- polvoskasta vlažnica (Hygrocybe paraceracea)
- majčkena vlažnica (Hygrocybe parvula)
- velika vlažnica (Hygrocybe punicea)
- zažetotrosna vlažnica (Hygrocybe quieta)
- nažlebkana vlažnica (Hygrocybe radiata)
- Reidova vlažnica (Hygrocybe reidii)
- planinska vlažnica (Hygrocybe spadicea)
- bleščeča vlažnica (Hygrocybe splendidissima)
- mekinasta vlažnica (Hygrocybe turunda)